# Lamia Saoudi
Lamia Saoudi est la miss Algérie 2002 et première Algérienne à participer au concours de Miss Monde où elle est classée 26e à l'édition de 2002.